# Petter Vaagan Moen
Petter Vaagan Moen, né le 5 février 1984 à Hamar, est un footballeur international norvégien qui évolue au poste de milieu de terrain au Strømsgodset IF.

## Sélection nationale
Petter Vaagan Moen honore sa première sélection le 25 janvier 2006 contre le Mexique lors d'un match amical à San Francisco (défaite 1-2).
Entre 2006 et 2007, il est sélectionné à cinq reprises, inscrivant un but. Il doit attendre 2010 avant d'être rappelé en équipe nationale par Egil Olsen et obtenir sa sixième sélection le 17 novembre 2010 à Dublin contre l'Irlande au cours d'un match amical remporté par les Nordiques (2-1).

## Palmarès
- Ham Kam
  - Champion de Norvège de D2 en 2003.

- SK Brann
  - Champion de Norvège en 2007.

- Queens Park Rangers
  - Champion d'Angleterre de D2 en 2011.